# Financial Conduct Authority
Die Financial Conduct Authority (FCA) ist eine unabhängige Finanzmarktaufsichtsbehörde im Vereinigten Königreich. Zusammen mit der Bank of England mit ihrer Prudential Regulation Authority (PRA) ist sie als eine Nachfolgebehörde der Financial Services Authority (FSA) für die Finanzmarktaufsicht im Vereinigten Königreich zuständig. Sie reguliert mehr als 59.000 Firmen. Der Bereich der regulierten Produkte reicht von Individual Saving Accounts (ISAs) über Pensionskassen, Kredite sowie Hypotheken. Die FCA ist eine unabhängige öffentliche Behörde, die komplett durch die Gebühren der von ihr regulierten Firmen finanziert wird. Sie muss regelmäßig dem HM Treasury und dem britischen Parlament Rechenschaft ablegen.
Die FCA verfolgt als Ziele den Schutz der Konsumenten und Finanzmärkte und die Förderung des Wettbewerbs. 
Die Aufgaben und der Zweck der FCA ist im Financial Services and Markets Act 2000 (FSMA) geregelt.